# Paul Smoker
Paul Alva Smoker (* 8. Mai 1941 in Muncie, Indiana; † 14. Mai 2016 in der Nähe von Rochester, New York) war ein US-amerikanischer Trompeter und Flügelhornist sowie Komponist und Bandleader des Free und Creative Jazz, der freien Improvisation und der zeitgenössischen Musik.

## Wirken
Paul Smoker stammt aus dem Mittleren Westen der USA und wuchs in Davenport, Iowa auf; er erhielt zunächst Klavierunterricht und wendete sich als Zehnjähriger – beeinflusst durch das Spiel von Harry James – der Trompete zu. Nach seinem Trompetenstudium an der University of Iowa, das bis zur Doktorwürde führte,  unterrichtete er Jazz an den Universitäten von Iowa und Wisconsin und spielte im Iowa Brass Quintett. In den 1980er Jahren nahm er mit dem Bassisten Ron Rohovit und dem Schlagzeuger Phil Haynes drei Alben für das Label sound aspects auf, die damals große Beachtung fanden. Richard Cook und Brian Morton bezeichneten in der zweiten Auflage des Penguin Guide to Jazz Smokers erstes Album Alone (1986) als „eine(s) der interessantesten Alben der 1980er Jahre und eine Lektion in Gruppenimprovisation“. 
1990 zog er nach New York, um sich ganz der Musik zu widmen und nahm nur vereinzelt Schüler an. Anfang der 1990er Jahre gründete er mit dem Saxophonisten Ellery Eskelin die Formation Joint Venture, die zwei Alben für das Münchner Label Enja aufnahm. 1996/97 kam es zur Zusammenarbeit mit dem Multiinstrumentalisten Vinny Golia (Halloween ’96). Im Album Standard Deviation, 1998 mit dem Gitarristen Steve Salerno, dem Cellisten Tomas Ulrich und dem Schlagzeuger Jay Rosen eingespielt, verarbeitete Smoker Jazz-Standards wie „Stormy Weather“, „Beyond the Blue Horizon“ und „Speak Low“.
In dieser Zeit wirkte Smoker auch an mehreren Aufnahmesessions des CIMP Labels mit, wie beim Andrew Hill-Projekt von Anthony Braxton (Nine Compositions (Hill) 2000), sowie bei Alben von Fred Hess (Exposed, 2001) und dem Schlagzeuger Lou Grassi (PoZest, 1999). Mit Grassi, dem Bassisten Ken Filiano und dem Saxophonisten Bob Magnusson nahm er im Jahr 2000 die Alben Large Music 1 & 2 auf.
Smoker leitete die Jazzausbildung am Nazareth College.

## Aufnahmen (Auswahl)
- 1984:  Paul Smoker Trio With Anthony Braxton: QB (Alvas Records, 1984), mit Phil Haynes, Ron Rohovit
- 1985: Mississippi River Rat (sound aspects, 1985),  mit Rohovit, Haynes
- 1986: Alone (sound aspects), mit Rohovit, Haynes
- 1987: Come Rain or Come Shine (sound aspects)
- 1987: Joint Venture (Enja) mit E. Eskelin
- 1988: Gemine Fables (sound aspects) mit Rohovit, Haynes
- 1996: Halloween ’96 (CIMP) mit Vinny Golia, Filiano, Haynes
- 1997: Halloween – The Sequel (Nine Winds) dto.
- 1998: Standard Deviations (CIMP)  mit Steve Salerno, Thomas Ulrich, Jay Rosen
- 2000: Large Music 1 (CIMP) mit Bob Magnusson, Ken Filiano, Lou Grassi
- 2000: Large Music 2 (CIMP) dto.
- 2000: Mirabili Dictu (CIMP) mit St. Salerno, K. Filiano
- 2001: Duocity in Brass & Wood (Cadence Jazz Records) mit Dominic Duval, Ed Schuller
- 2002:  Brass Reality (Nine Winds Records, 1997, ed. 2002), mit  Phil Haynes, Herb Robertson, David Taylor
- 2005: Notet Live at The Bop Shop, mit Ed Schuller, Phil Haynes, Steve Salerno
- 2013: Phil Haynes & Paul Smoker: It Might Be Spring (Alvas Records)

## Lexikalischer Eintrag
- Richard Cook, Brian Morton: The Penguin Guide of Jazz on CD. 6. Auflage. Penguin, London 2002, ISBN 0-14-051521-6.

Lexigraphische Einträge
- Encyclopedia of Jazz Musicians